# 尼斯小體

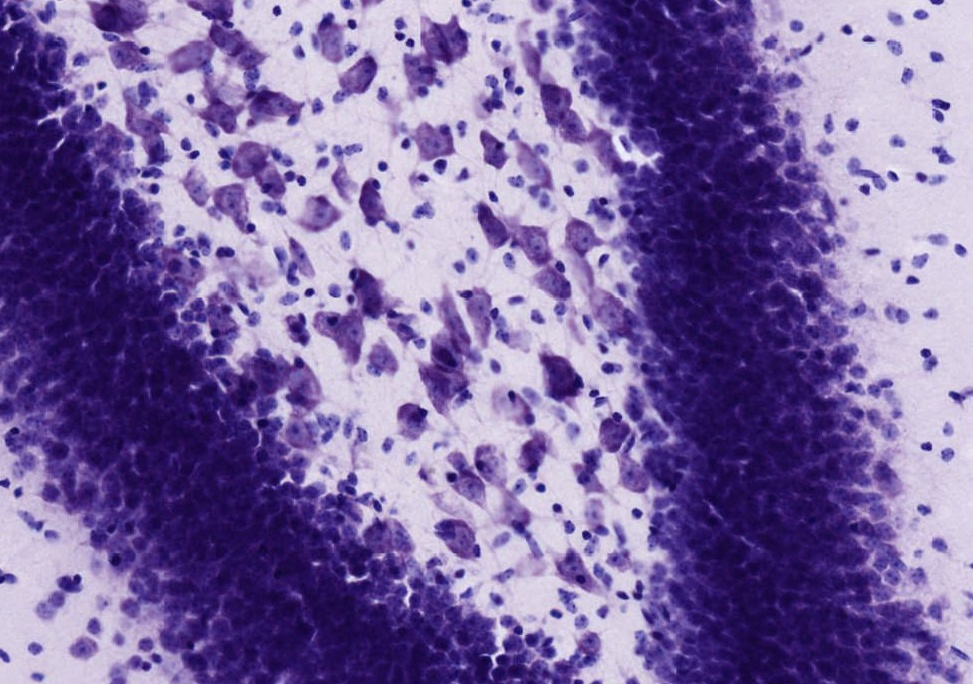
囓齒動物海馬迴的尼氏染色組織切片展現了不同種類的神經元。

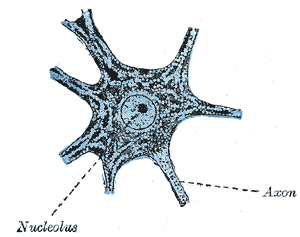
兔子脊髓腹角運動神經纖維清楚展現的角形和紡綞狀的尼斯小體。

尼斯小體（英語：Nissl body）是神經元內的一種大型顆粒，這些顆粒為帶有核糖體粗糙型內質網，是蛋白質合成的地方。此種顆粒以德國神經科學家弗朗茨·尼氏之名命名。
利用尼氏所發展出的選擇性染色法可以染出尼斯小體，尼氏染色使用苯胺標定核外RNA顆粒。這種方法對找出神經細胞本體很有用，因為尼斯小體可以在細胞本體和樹突找到，但卻不存在於軸突和軸丘。由於RNA嗜鹼性，因此它在此染色中呈現藍色。
尼斯小體在不同的生理和病理條件下表現出不同的變化，它們可能會被溶解或消失（核溶解）。一般認為它們和神經傳遞物質如乙醯膽鹼的合成有關。
經尼氏染色的神經細胞看不見有軸突及樹突的存在，但尼氏染色的意義在於它可將神經細胞與神經膠質細胞區分開；並使得觀察腦部不同區域的神經細胞排列（即細胞構築）成爲可能。

## 外部連結
- 醫學主題詞表（MeSH）：Nissl+Bodies
- Histology image: 04103loa – 波士顿大学的组织学学习系统 - "神經組織及神經肌肉接頭處：脊髓，前角細胞細胞體（英文）"
- 紐芬蘭紀念大學 nerve/nerve97（英文）(頁面後半部分)
- anhb.uwa.edu.au 上的組織學（英文） （页面存档备份，存于）
- harvard.edu 上包含尼氏體的組織的介紹（英文） （页面存档备份，存于）